# Johann Conrad Develey

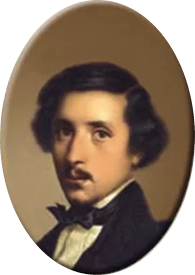
Johann Conrad Develey, Gründer der Firma Develey

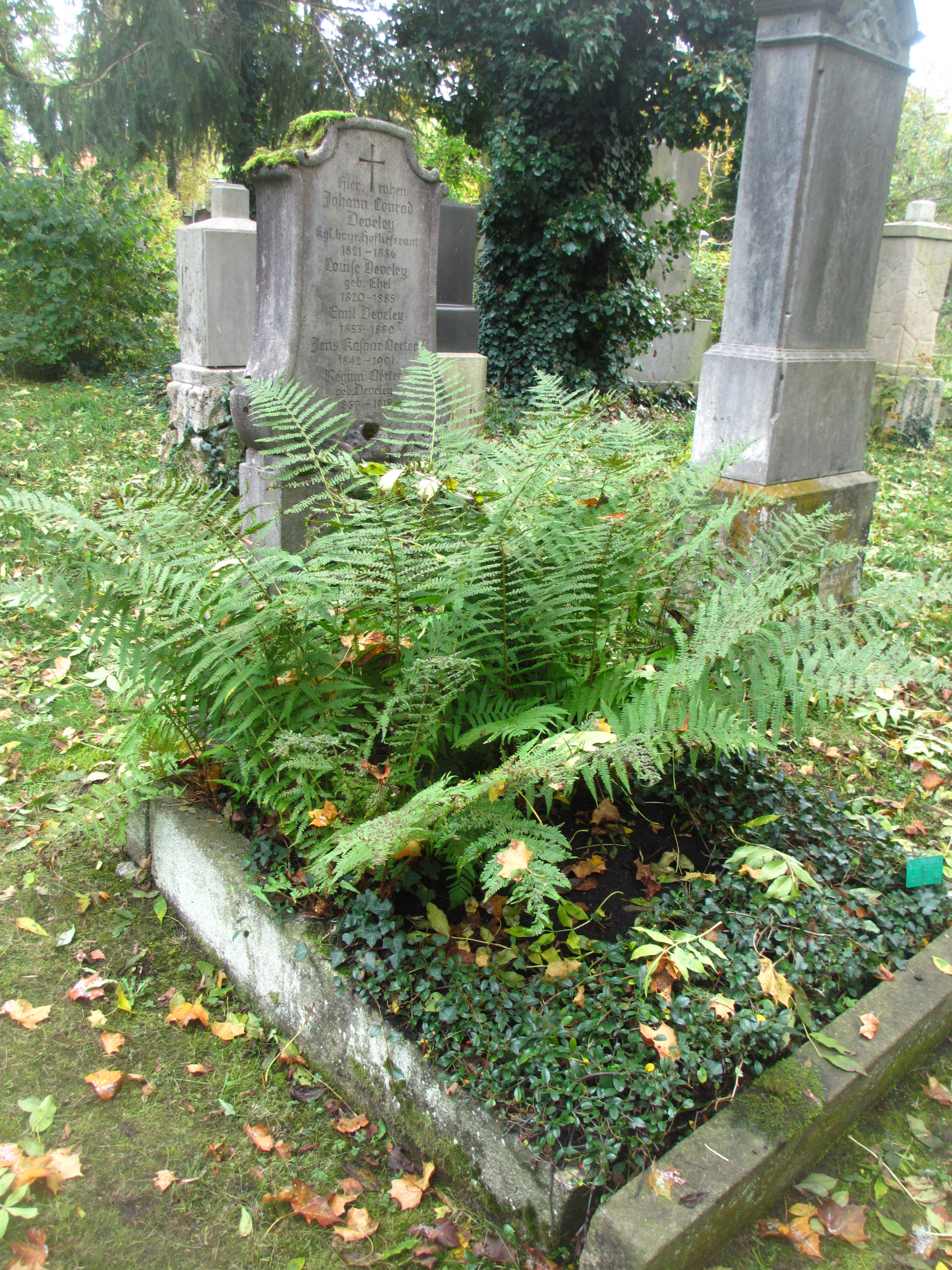
Grab von Johann Develey auf dem Alten Südlichen Friedhof in München

Johann Conrad Develey (* 5. Februar 1822 in Lindau am Bodensee; † 1886 in München) ist der Gründer des Unternehmens Develey Senf & Feinkost. Er erfand den bayerischen Senf.

## Biographie
Develey wuchs in Lindau auf, absolvierte in Augsburg eine Kaufmannslehre und kam 1844 nach München. 1845 gründete er in der Kaufingerstraße in München eine Senfmanufaktur, in der er zunächst französischen Senf herstellte. 1854 erfand er den süßen Senf, der aus scharfem Dijon-Senf, karamellisiertem Zucker, Branntwein-Essig und einer geheimen Gewürzmischung bestand. 1873 erhielt er auf der Weltausstellung in Wien die Fortschrittsmedaille. Ab 1874 durfte sich Develey „Königlich Bayerischer Hoflieferant“ nennen, zu seinen Kunden gehörten Mitglieder des bayerischen Königshauses wie Otto von Bayern und Luitpold von Bayern.

## Grabstätte
Develey starb 1886 und wurde auf dem Alten Südlichen Friedhof in München (Gräberfeld 20 – Reihe 4 – Platz 3/4) gemeinsam mit seiner Frau Louise (1820–1885, geborene Ehrl) bestattet.

## Nachkommen
Das Ehepaar hatte zwei Kinder Emil (1853–1880) und Regina (1857–1918, verheiratet Werter). Der Titel „Kgl. Bayerischer Hoflieferant“ ziert seinen Grabstein.